# Вело Веронезе
Вѐло Веронѐзе (на италиански: Velo Veronese; на венециански: Velo, Вело, на местен диалект: Velije, Велийе) е село и община в Северна Италия, провинция Верона, регион Венето. Разположено е на 1087 m надморска височина. Населението на общината е 770 души (към 2015 г.).